# フランク・ルーサー・モット
フランク・ルーサー・モット（Frank Luther Mott、1886年4月4日 - 1964年10月23日）は、アメリカ合衆国のジャーナリスト、歴史学者である。

## 経歴・人物
アイオワ州の生まれ。1907年にシカゴ大学卒業後、地元の新聞社に勤務し1917年までその職にあたった。後にコロンビア大学に入学し、同大学にて修士号を取得する。1927年からはアイオワ大学に勤務し同大学の教授となり、新聞学の教鞭を執り以後1942年に転勤するまでその職にあたった。
転勤後はミズーリ大学コロンビア校の教授として活動し、同じく新聞学部の教授として活動する。同大学勤務中の1947年（昭和22年）3月に来日し、連合国軍最高司令官総司令部（GHQ）に雇われ同司令部の新聞顧問となった。滞日中は新聞社の幹部や大学生や専門学校生の学生新聞編纂者等の新聞関係者との懇談や指導、講演会の開催に携わる等第二次世界大戦直後の日本のジャーナリズムの教育に貢献する。帰国後はミズーリ大学に復職し、1951年に引退するまで新聞学部の教授および学部長を務めた。

## 受賞歴
- ピューリッツアー賞 （歴史部門、1938年）

## 著書
- 『アメリカの雑誌の歴史』（原題：A History of American Magazines、1938年）- この著書でピューリッツァー賞 歴史部門受賞[1][2]。
- 『アメリカの新聞』（原題：The News in America、1952年）